# Folwark (Strawczyn)
Folwark – część wsi Strawczyn w Polsce położona w województwie świętokrzyskim, w powiecie kieleckim, w gminie Strawczyn.
W latach 1975–1998 Folwark administracyjnie należał do województwa kieleckiego.